# Arktička čigra
Arktička čigra (polarna čigra, lat. Sterna paradisaea, stariji naziv: Sterna macrura), za razliku od ostalih vrsta čigri, više voli obitavati uz jezera i rijeke pa nije rijetka ni u unutrašnjoj Europi. Na Elbi, primjerice, živi u velikom broju. U Europi se pojavljuje potkraj travnja ili početkom svibnja, a već u srpnju ili početkom kolovoza ponovno kreće na put. 
Hrani se malim ribicama, žabama i punoglavcima, a jede i crve, grčice i odrasle kukce. Vodene životinje hvata tako da se strmoglavljuje u vodu. Gnjezdilište polarne čigre su niski otoci i sprudovi čije je dno šljunkovito, a ne pjeskovito. Čigra ovdje utisne malu udubinu u tlo ili koristi već gotovu udubinu da u nju smjesti gnijezdo. Na vodama u unutrašnjosti polarna čigra rijetko stvara velika naselja, a na morskoj obali se često stotine ptica udružuju za zajedničko gniježđenje. Polarna čigra dugačka je 38 cm i poznata po tome što u seobi prelazi daleko veće udaljenosti od bilo koje druge selice. Ova ptica se dva puta godišnje seli iz subarktičkih voda u subantarktičke i nazad te je zbog toga zovu i "ptica s dva ljeta". Smatra se da zbog svojih selidbi dobiva više sunčeve svjetlosti od bilo kojeg živog bića na Zemlji.